# Каймаков Михайло Андрійович
Михайло Андрійович Каймаков (рум. Mihail Caimacov / рос. Михаил Андреевич Каймаков; нар. 22 липня 1997, Тирасполь, Молдова) — молдовський та російський футболіст, півзахисник хорватського клубу «Славен Белупо» та національної збірної Молдови, який виступає в оренді за московське «Торпедо».

## Клубна кар'єра
Футболом розпочав займатися в «Шерифі». На професіональному рівні дебютував за тираспольський клуб 24 лютого 2017 року в переможному (2:0) поєдинку Національного дивізіону проти «Сперанци» (Ніспорени), в якому на 88-й хвилині замінив Евгена Оанчу. До кінця сезону 2016/17 років провів два матчі й став чемпіоном у складі «Шерифа». Після чергового виступу в сезоні 2017 року, в якому «Шериф» знову став чемпіоном, у лютому 2018 року переїхав до резервної команди хорватського «Осієка». У липні 2020 року провів свій перший і єдиний матч за професіональну команду «Осієка» в Першій лізі Хорватії.
На сезон 2020/21 років відданий в оренду до словенської «Олімпії». За «Олімпію» до зимової перерви провів 18 матчів у Першій лізі Словенії. У січні 2011 року оренду завершили достроково, і півзахисник відправився в оренду супернику «Олімпії» по чемпіонату «Копера». У «Копері» до завершення сезону провів 13 поєдинків. Спочатку повернувся до Осієка на сезон 2021/22 років, але у вересні 2021 року підписав повноцінний контракт зі «Славен Белупо». За команду провів 22 матчі в Першій хорватській лізі. 
Після ще п’яти матчів на початку сезону 2022/23 років 7 вересня 2022 року віжправився в оренду з правом викупу до московського «Торпедо».

## Кар'єра в збірній
З 2018 по 2019 рік провів п'ять матчів за молодіжну збірну Молдови. У вересні 2020 року дебютував за національну збірну Молдови в поєдинку Ліги націй УЄФА проти Косово.

## Статистика виступів

### Клубна
Станом на 27 листопада 2022
| Клуб                | Сезон             | Ліга                 | Ліга  | Ліга | Кубок | Кубок | Континентальні | Континентальні | Інші  | Інші | Загалом | Загалом |
| Клуб                | Сезон             | Дивізіон             | Матчі | Голи | Матчі | Голи  | Матчі          | Голи           | Матчі | Голи | Матчі   | Голи    |
| ------------------- | ----------------- | -------------------- | ----- | ---- | ----- | ----- | -------------- | -------------- | ----- | ---- | ------- | ------- |
| «Шериф»             | 2016–17           | Молдовська Суперліга | 2     | 0    | 0     | 0     | –              | –              | –     | –    | 2       | 0       |
| «Шериф»             | 2017              | Молдовська Суперліга | 1     | 0    | 0     | 0     | 0              | 0              | –     | –    | 1       | 0       |
| «Шериф»             | Загалом           | Загалом              | 3     | 0    | 0     | 0     | 0              | 0              | 0     | 0    | 3       | 0       |
| «Осієк II»          | 2018–19           | Друга ліга           | 13    | 1    | –     | –     | –              | –              | –     | –    | 13      | 1       |
| «Осієк II»          | 2019–20           | Друга ліга           | 3     | 0    | –     | –     | –              | –              | –     | –    | 3       | 0       |
| «Осієк II»          | Загалом           | Загалом              | 16    | 1    | 0     | 0     | 0              | 0              | 0     | 0    | 16      | 1       |
| «Осієк»             | 2019–20           | Перша ліга Хорватії  | 1     | 0    | 0     | 0     | 0              | 0              | –     | –    | 1       | 0       |
| «Олімпія» (Любляна) | 2020–21           | Перша ліга Словенії  | 18    | 0    | 1     | 0     | 2              | 0              | –     | –    | 21      | 0       |
| «Копер»             | 2020–21           | Перша ліга Словенії  | 13    | 0    | 2     | 0     | –              | –              | 2     | 0    | 17      | 0       |
| «Славен Белупо»     | 2021–22           | Перша ліга Хорватії  | 22    | 2    | 3     | 0     | –              | –              | –     | –    | 25      | 2       |
| «Славен Белупо»     | 2022–23           | Перша ліга Хорватії  | 5     | 0    | –     | –     | –              | –              | –     | –    | 5       | 0       |
| «Славен Белупо»     | Загалом           | Загалом              | 27    | 2    | 3     | 0     | 0              | 0              | 0     | 0    | 30      | 2       |
| «Торпедо» (Москва)  | 2022–23           | Прем'єр-ліга Росії   | 7     | 0    | 4     | 0     | –              | –              | –     | –    | 11      | 0       |
| Усього за кар'єру   | Усього за кар'єру | Усього за кар'єру    | 85    | 3    | 10    | 0     | 2              | 0              | 2     | 0    | 99      | 3       |

1. ↑  Матчі в Лізі Європи УЄФА
2. ↑  Матчі в плей-оф на вибування

### У збірній
Станом на 20 ноября 2022
| Матчі й голи Каймакова за збірну Молдови | Матчі й голи Каймакова за збірну Молдови | Матчі й голи Каймакова за збірну Молдови | Матчі й голи Каймакова за збірну Молдови | Матчі й голи Каймакова за збірну Молдови | Матчі й голи Каймакова за збірну Молдови |
| №                                        | Дата                                     | Суперник                                 | Рахунок                                  | Голи                                     | Змагання                                 |
| ---------------------------------------- | ---------------------------------------- | ---------------------------------------- | ---------------------------------------- | ---------------------------------------- | ---------------------------------------- |
| 1                                        | 3 вересня 2020                           | Косово                                   | 1:1                                      | —                                        | Ліга націй УЄФА 2020—2021                |
| 2                                        | 6 вересня 2020                           | Словенія                                 | 1:0                                      | —                                        | Ліга націй УЄФА 2020—2021                |
| 3                                        | 11 жовтня 2020                           | Греція                                   | 2:0                                      | —                                        | Ліга націй УЄФА 2020—2021                |
| 4                                        | 14 жовтня 2020                           | Словенія                                 | 0:4                                      | —                                        | Ліга націй УЄФА 2020—2021                |
| 5                                        | 12 листопада 2020                        | Росія                                    | 0:0                                      | —                                        | Товариський матч                         |
| 6                                        | 15 листопада 2020                        | Греція                                   | 0:2                                      | —                                        | Ліга націй УЄФА 2020—2021                |
| 7                                        | 18 ноября 2020                           | Косово                                   | 1:0                                      | —                                        | Ліга націй УЄФА 2020—2021                |
| 8                                        | 25 березня 2021                          | Фарерські острови                        | 1:1                                      | —                                        | Кваліфікаційні матчі ЧЄ-2016             |
| 9                                        | 18 січня 2022                            | Уганда                                   | 2:3                                      | —                                        | Товариський матч                         |
| 10                                       | 21 січня 2022                            | Південна Корея                           | 4:0                                      | —                                        | Товариський матч                         |
| 11                                       | 24 березня 2022                          | Казахстан                                | 1:2                                      | —                                        | Ліга націй УЄФА 2020—2021                |
| 12                                       | 29 березня 2022                          | Казахстан                                | 0:1(п. 5:4)                              | —                                        | Ліга націй УЄФА 2020—2021                |
| 13                                       | 3 червня 2022                            | Ліхтенштейн                              | 0:2                                      | —                                        | Ліга націй УЄФА 2022—2023                |
| 14                                       | 10 червня 2022                           | Латвія                                   | 2:4                                      | —                                        | Ліга націй УЄФА 2022—2023                |
| 15                                       | 14 червня 2022                           | Андорра                                  | 2:1                                      | 26'                                      | Ліга націй УЄФА 2022—2023                |
| 16                                       | 22 вересня 2022                          | Латвія                                   | 1:2                                      | —                                        | Ліга націй УЄФА 2022—2023                |
| 17                                       | 16 листопада 2022                        | Азербайджан                              | 1:2                                      | —                                        | Товариський матч                         |
| 18                                       | 20 листопада 2022                        | Румунія                                  | 0:5                                      | —                                        | Товариський матч                         |

Загалом: 18 матчів / 1 гол; 4 перемоги, 3 нічиї, 11 поразок.

## Досягнення
«Шериф»
- Молдовська Суперліга
  -  Чемпіон (2): 2016/17, 2017

- Кубок Молдови
  -  Володар (1): 2016/17

- Суперкубок Молдови
  -  Володар (1): 2016

«Шериф-2»
- Дивізіон A Молдови
  -  Чемпіон (1): 2016/17

«Осієк»
- Перша ліга Хорватії
  -  Бронзовий призер (1): 2018/19

- Друга ліга Хорватії
  -  Бронзовий призер (1): 2018/19